# 1889 w literaturze
Wydarzenia literackie w 1889 roku.

## Wydarzenia
- polskie
  - 24 maja w "Kurierze Codziennym" ukazuje się ostatni odcinek powieści Lalka.

## Nowe książki
- polskie
  - Walery Przyborowski – Chrobry
  - Maria Rodziewiczówna – Dewajtis
  - Zygmunt Kaczkowski – Olbrachtowi rycerze
  - Henryk Sienkiewicz – Sachem (nowela)
- zagraniczne
  - Mark Twain – Jankes na dworze króla Artura (A Connecticut Yankee in King Arthur's Court)
  - Fryderyk Nietzsche – Tako rzecze Zaratustra (Also sprach Zarathustra)
  - Jerome K. Jerome – Trzech panów w łódce (nie licząc psa) (Three Men in a Boat (To Say Nothing of the Dog))

## Nowe poezje
- zagraniczne
  - Robert Browning - Asolando. Fantazje i fakty (Asolando. Fancies and Facts)
  - Emma Lazarus - The Poems of Emma Lazarus (pośmiertnie)
  - Maurice Maeterlinck - Cieplarnie (Serres chaudes)
  - William Butler Yeats - Wędrówki Oisina i inne wiersze (The Wanderings of Oisin and Other Poems)

## Urodzili się
- 1 marca – Kanoko Okamoto, japońska poetka i pisarka (zm. 1939)
- 6 marca – Hamza Hakimzoda, uzbecki poeta i dramatopisarz (zm. 1929)
- 7 kwietnia – Gabriela Mistral, chilijska poetka, laureatka literackiej Nagrody Nobla (zm. 1957)
- 22 kwietnia – Ludwig Renn, niemiecki pisarz (zm. 1979)
- 16 czerwca – Talbot Hamlin, amerykański architekt i pisarz (zm. 1956)
- 17 czerwca – Jan Skala, serbołużycki dziennikarz, poeta, prozaik, publicysta (zm. 1945)
- 23 czerwca
  - Anna Achmatowa, rosyjska poetka (zm. 1966)
  - Rofū Miki, japoński poeta, prozaik i eseista (zm. 1964)
- 5 lipca – Jean Cocteau, francuski poeta i dramaturg (zm. 1963)
- 13 lipca – Adam Scharrer, niemiecki powieściopisarz, nowelista i dramaturg (zm. 1948)
- 17 lipca – Erle Stanley Gardner, amerykański prawnik i pisarz powieści detektywistycznych (zm. 1970)
- 5 sierpnia – Conrad Aiken, amerykański pisarz, poeta i krytyk literacki (zm. 1973)
- 6 sierpnia – John Middleton Murry, angielski pisarz, krytyk literacki, dziennikarz i wydawca (zm. 1957)
- 10 sierpnia – Zofia Kossak-Szczucka, polska pisarka (zm. 1968)
- 25 sierpnia – Aslaug Vaa, norweska poetka i dramatopisarka (zm. 1965)
- 13 września – Pierre Reverdy, francuski pisarz (zm. 1960)
- 14 września – Carroll John Daly, amerykański pisarz powieści kryminalnych (zm. 1958)
- 6 października – Maria Dąbrowska, polska powieściopisarka, tłumaczka dzieł literatury duńskiej, angielskiej i rosyjskiej (zm. 1965)
- 12 października – Alma Karlin, słoweńsko-austriacka podróżniczka, pisarka, poetka (zm. 1950)
- 30 listopada – Józef Teslar, polski oficer, poeta, publicysta, tłumacz (zm. 1961)
- 8 grudnia – Hervey Allen, amerykański pisarz (zm. 1949)
- 24 grudnia  – Christo Jasenow, bułgarski poeta (zm. 1925)

Data dzienna nieznana:
- Dowid Hofsztejn, żydowski poeta tworzący w jidysz (zm. 1952)
- Nezihe Muhiddin, turecka pisarka, dziennikarka, aktywistka (zm. 1958)

## Zmarli
- 8 czerwca – Gerard Manley Hopkins, angielski poeta (ur. 1844)
- 15 czerwca – Mihai Eminescu, rumuński poeta (ur. 1850)
- 10 września – Amy Levy, angielska poetka (ur. 1861)
- 6 listopada – William Clark Falkner, amerykański pisarz i poeta (ur. 1825)
- 12 grudnia – Robert Browning, angielski poeta (ur. 1812)